# Rafael Alburquerque
Rafael Francisco Alburquerque de Castro (14 de junio de 1940) es un abogado y político dominicano. Fue vicepresidente de la República Dominicana desde el 16 de agosto de 2004 junto a Leonel Fernández, cuyo mandato finalizó el 16 de agosto de 2012.

## Biografía
Nació en la ciudad de Santo Domingo, República Dominicana el 14 de junio de 1940. Hijo primogénito de Mercedes de Castro, fallecida en 2013, y el licenciado Rafael Alburquerque Zayas-Bazán, abogado anti-trujillista fallecido en 2004. En el cuatrienio 2004–2008 fue el vicepresidente Constitucional de la República Dominicana. Compañero de boleta de Leonel Fernández, para su segundo período presidencial, por el Partido de la Liberación Dominicana (PLD). Funge como Coordinador del Sistema de Seguridad Social y del Gabinete Social del Gobierno Dominicano.
El doctor Alburquerque fue Secretario de Estado de Trabajo desde 1991 al 2000 y Presidente de la Delegación del Estado dominicano a las Conferencias de la Organización Internacional del Trabajo (OIT) en 1991, 1992, 1993, 1994, 1995, 1997, 1998, 1999 y 2000. Presidente de la Comisión de Cooperación Técnica en la Conferencia de la OIT en 1999. Representante especial del director general de la OIT para la colaboración con Colombia desde septiembre de 2000 a junio de 2001 y miembro de la Comisión de Expertos de la OIT desde noviembre de 2001 a la fecha. Fue además miembro de la Comisión Redactora del Código de Trabajo de República Dominicana de 1992, legislación actualmente vigente, y de la Comisión Redactora del Reglamento para la aplicación del Código de Trabajo de 1992.

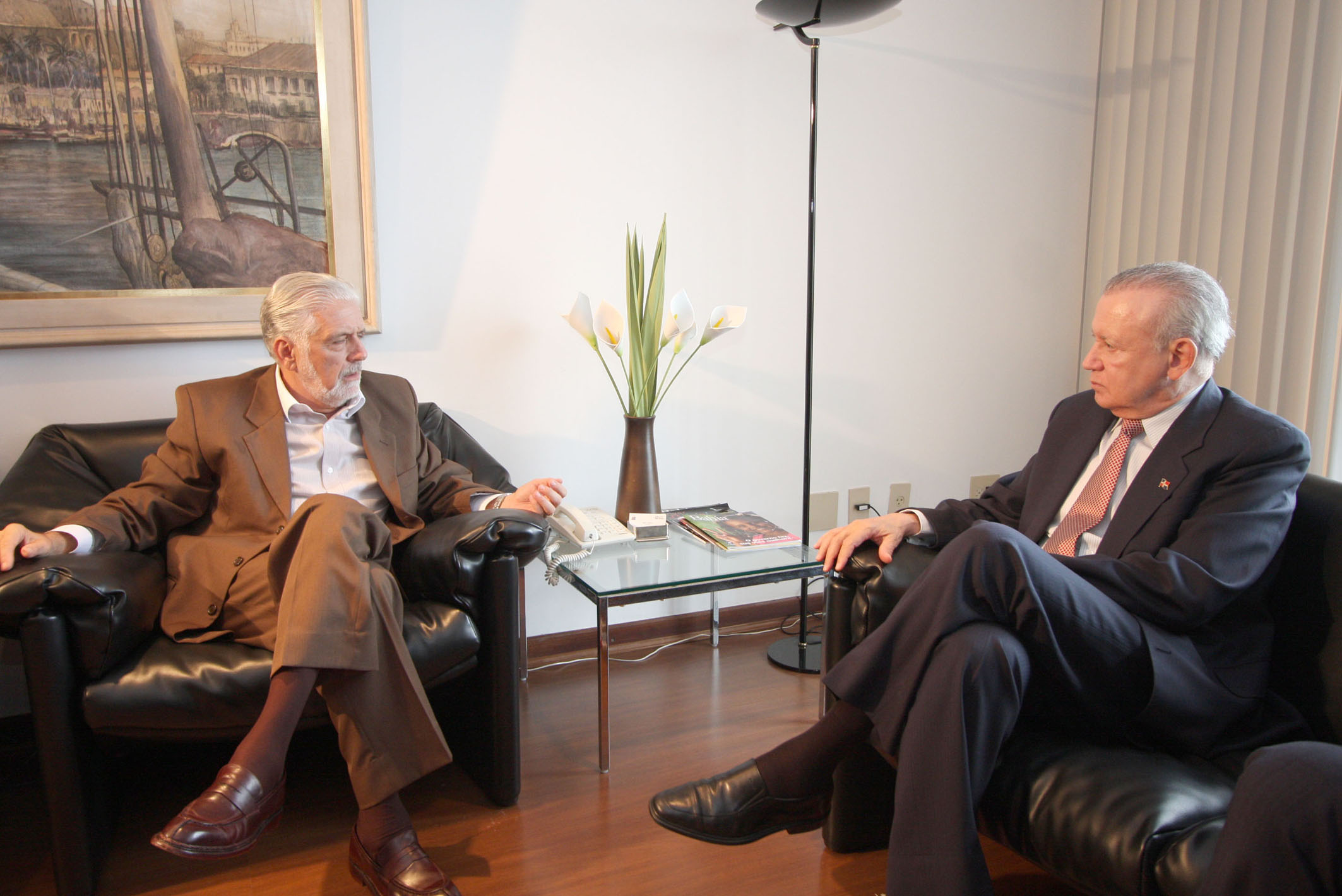
Alburquerque con el gobernador del estado brasileño de Bahía, Jaques Wagner

## Libros
También es autor de los siguientes libros:
- 1985, Legislación del Trabajo.
- 1987, Los Conflictos del Trabajo y su solución en la República Dominicana.
- 1992, Estudios del derecho del Trabajo, con prólogo de Rafael Caldera, dos veces presidente de Venezuela.
- 1993, Derecho Administrativo Laboral y Administrativo del Trabajo.
- 1995, Derecho del Trabajo (Tomo I - 1995 y 2003; Tomo II - 1997; Tomo III - 1999)
- 1995, Guía de los derechos de los trabajadores (ocho ediciones).
- 1998, Los conflictos de las leyes del trabajo en el espacio.
- 2002, La subordinación jurídica en la era digital.

## Precandidatura Presidencial (2012)
Un estudio de una encuestadora local en el mes de enero de 2011, a la pregunta cerrada: “De los siguientes líderes políticos del PLD, ¿quién es el mejor candidato para las elecciones del 2012?” el 46.7% dijo Danilo Medina; 32% Rafael Alburquerque%; 7.4% Francisco Domínguez Brito; 6.7% José Tomás Pérez;. Alburquerque, Camilo, Segura ni Javier García han hecho públicas aspiraciones a la nominación presidencial. Ausente de los sondeos se encuentra el Presidente de la República y ex presidente del PLD Leonel Fernández ya que constitucionalmente le está prohibida la reelección para el año 2012. El 22 de mayo de 2011 declinó su candidatura para apoyar al precandidato Danilo Medina.

## Condecoraciones
- Gran Cruz de la Orden de los Cinco Volcanes de Guatemala (2011).[5]